# Satsuma, l'honneur de ses samouraïs
Pour les articles homonymes, voir Satsuma.
Satsuma, l'honneur de ses samouraïs (薩摩義士伝, Satsuma Gishi Den) est un gekiga d'Hiroshi Hirata prépublié dans le Weekly Manga Goraku puis publié en six volumes de 1977 à 1982. La version française a été éditée en six volumes par Delcourt/Akata entre décembre 2004 et novembre 2005.

## Synopsis
L'histoire commence à la fin de l'année 1753 (3e année de l'ère Horeki au Japon). La famille Tokugawa règne sur le Japon depuis 1603 et a installé sa capitale à Edo (ancien nom de Tokyo). En 1753, Tokugawa Ieshige (1711-1761) gouverne en tant que 9° shôgun (1745-1760).
Le seigneur du fief de Satsuma est Shigetoshi Shimazu (1729-1755). Il n'a que 24 ans, mais dirige son fief depuis 1749. Il est le 26° chef de la famille Shimazu depuis la fondation de la famille par Tadahisa Koremune. Autrement dit, Shigetoshi est le 7° seigneur de Satsuma depuis le début du shogunat des Tokugawa.
Pendant le règne des Tokugawa, les seigneurs de province ne pouvant résider en permanence à Edo devaient y avoir des représentants permanents.

## Parution
Le manga a été prépublié dans le Weekly Manga Goraku puis publié en six volumes par Nihon Bungeisha entre juillet 1979 et août 1982. Il a été réédité en cinq volumes entre juin 2001 et octobre 2001 par Leedsha. En France, le manga a été édité en six volumes par Delcourt/Akata entre décembre 2004 et novembre 2005.